# بني شقير
قرية بني شقير هي إحدى القرى التابعة لمركز منفلوط في محافظة أسيوط في جمهورية مصر العربية. حسب إحصاءات سنة 2006، بلغ إجمالي السكان في بني شقير 25483 نسمة، منهم 13265 رجل و12218 امرأة.